# Rhône
Rhône är en 812 kilometer lång flod som rinner genom sydvästra Schweiz och sydöstra Frankrike. Den är en av Västeuropas längsta floder och har genom historien varit viktiga transportleder. Längs med floden finns flera större städer, inklusive Genève (där Genèvesjön rinner ut i Rhône) och Lyon (vid sammanflödet av Rhône och dess biflod Saône). I sitt övre lopp genom den tyskspråkiga delen av Schweiz heter floden Rotten. Floden rinner i dess nedre lopp genom den nord-sydliga Rhônedalen, mellan Centralmassivet och Alperna. 

## Namnets ursprung
Ordet "Rhône" kommer från latinets  Rhodanus, som i sin tur kommer från grekiskans Ῥοδανός (Rhodanos), som är den grekiska tolkningen av det gaeliska namnet på floden, som hördes av greker som levde i kolonin Massalia (Marseille). Namnet var något som liknade Rodo eller Roto, bokstavligen "det som rullar", som var ett vanligt namn på floder i antikens keltiska språk. Det var också namnet på Seine och flera andra västeuropeiska floder.

## Sträckning
Rhône rinner upp i Rhôneglaciären i Valais i schweiziska Alperna på 1 753 meters höjd.
Fram till Brig är den en ström och blir en stor bergsflod som rinner åt sydväst genom en galciärdal. Vid Martigny flyter den åt nordväst mot Genèvesjön. Den flyter in i sjön nära Bouveret och ut ur den i Genève innan den flyter in i Frankrike. Genomsnittsflödet i Genèvesjön är 570 m³/sek.
Den flyter ihop med Saône i Lyon innan den fortsätter söderut. Längs Rhônedalen flyter den på högra (västra) sidan ihop med Eyrieux, Ardèche, Cèze och Gardon från Cevennerna och på vänstra sidan med Isère, Drôme, Ouvèze och Durance från Alperna.
Vid Arles delar sig floden i två armar och bildar Camargue, och mynnar sedan ut i Medelhavet. Grenarna kallas Stora Rhône och Lilla Rhône. Genomsnittsflödet vid Arles är 2 300 m³/sek.

## Navigation
Innan järnvägar och motorvägar blev uppfunna var Rhône en viktig handels- och transportled i inlandet som förband städerna Arles, Avignon, Valence, och Vienne med medelhavshamnarna Fos, Marseille och Sète. Förr tog en resa längs Rhône med pråm tre veckor, nu tar det tre dagar. Floden är klassad som en farled av klass V från Saônes mynning till havet. Saône, som också är kanaliserad, förbinder Rhônes hamnar med Villefranche-sur-Saône, Mâcon och Charlons. Mindre fartyg, upp till CEMT klass I, kan färdas längre år nordväst, norr och nordost via Centre-Loire-Briare- och Loingkanalerna till Seine, via Canal de la Marne à la Saône till Marne, via Canal des Vosges till Mosel och via Canal du Rhône au Rhin till Rhen.
Rhône är ökänd för sina starka strömmar, som transporterar stora mängder vatten i upp till 10 km/tim, särskilt i sträckan efter den sista slussen i Valabrègues och i några av kanalerna. Flodens tio slussar är öppna dagligen kl 05.00-21.00, men nattöppningar kan efterfrågas och beviljas oftast.

## Historia
Rhône har varit en viktig farled sedan grekernas och romarnas tid, men var svår att navigera på grund av de kraftiga strömmarna, grund, översvämningar vid islossningen under våren och tidig sommar samt torka under sensommaren. Under 1800-talet reste passagerare i småbåtar dragna av män eller hästar eller med segel. Många hade målat kors täckta med religiösa symboler på sig som skydd under den riskfyllda resan.
Handeln på den övre floden använde segelpråmar som var 30 x 3,5 meter, med en lastkapacitet på 75 ton. Så många som 50 till 80 hästar användes för att dra tåg om fem till sju fartyg uppströms. Godset omlastades vid Arles till 23-meters segelpråmar för den sista delen av resan till Medelhavet.
De första experimentella ångbåtarna byggdes 1783 i Lyon av Jouffroy d'Abbans, men regelbunden trafik startade först 1829 och fortsatte till 1952. Passagerarångfartyg på 80 till 100 meters längd kunde färdas 20 km/tim och klara en resa nedströms från Lyon till Arles på en dag. Last transporterades i båtar som var 157 x 6,35 medel med skovelhjul mittskepps och stora tandade hjul på 6,5 meter, som grep tag i flodbädden vid grunden och hjälpte skovelhjulen. Under 1900-talet kom kraftfulla propellerpråmar med dieselmotorer som kunde frakta 1 500 ton.
1933 bildades Compagnie Nationale du Rhône för att tämja floden. Kanalerna gjordes djupare och skyddsvallar byggdes, men arbetena stoppades av andra världskriget. Efter Vichyregimens fall 1942 ockuperade italienska styrkor sydöstra Frankrike upp till Rhônes östra strand, som en del av den italienska fascistregimens expansionsanda. 1948 började konstruktionen av stängda pråmar och kraftverk med det gemensamma målet att förbättra navigationen och alstra elektricitet. Omkring 1/13 av Frankrikes elproduktion kommer från dessa kraftverk.

## Städer längs Rhône

### Schweiz
- Brig
- Visp
- Sion
- Martigny

### Frankrike
- Lyon
- Vienne
- Tournon-sur-Rhône
- Tain-l'Hermitage
- Valence
- Saint-Péray
- Guilherand-Granges
- Montélimar
- Le Teil
- Rochemaure
- Viviers
- Bourg-Saint-Andéol
- Pont-Saint-Esprit
- Roquemaure
- Avignon
- Villeneuve-lès-Avignon
- Beaucaire
- Tarascon
- Vallabrègues
- Arles
- Orange

## Bildgalleri

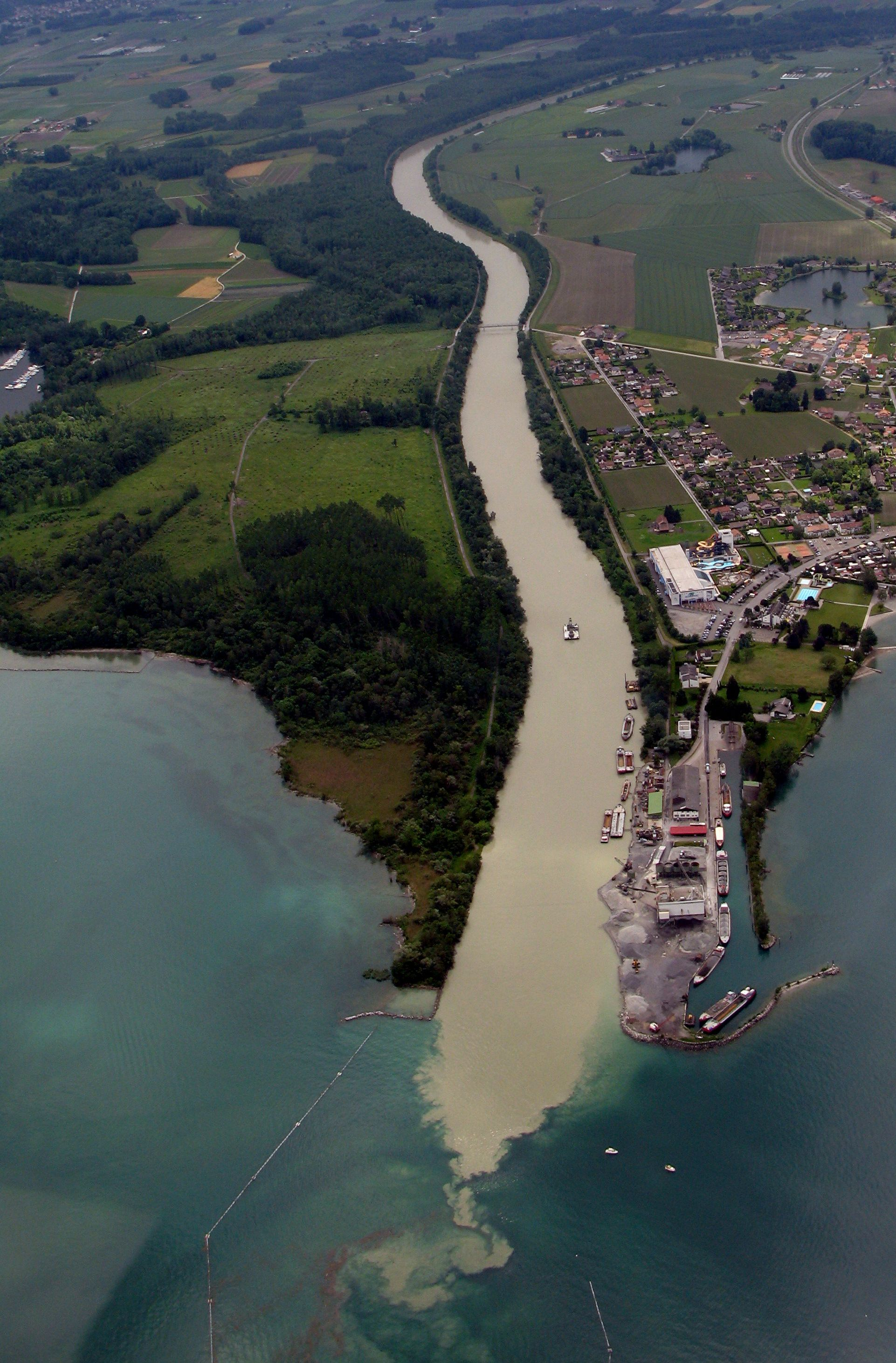
Rhône vid Genèvesjön.
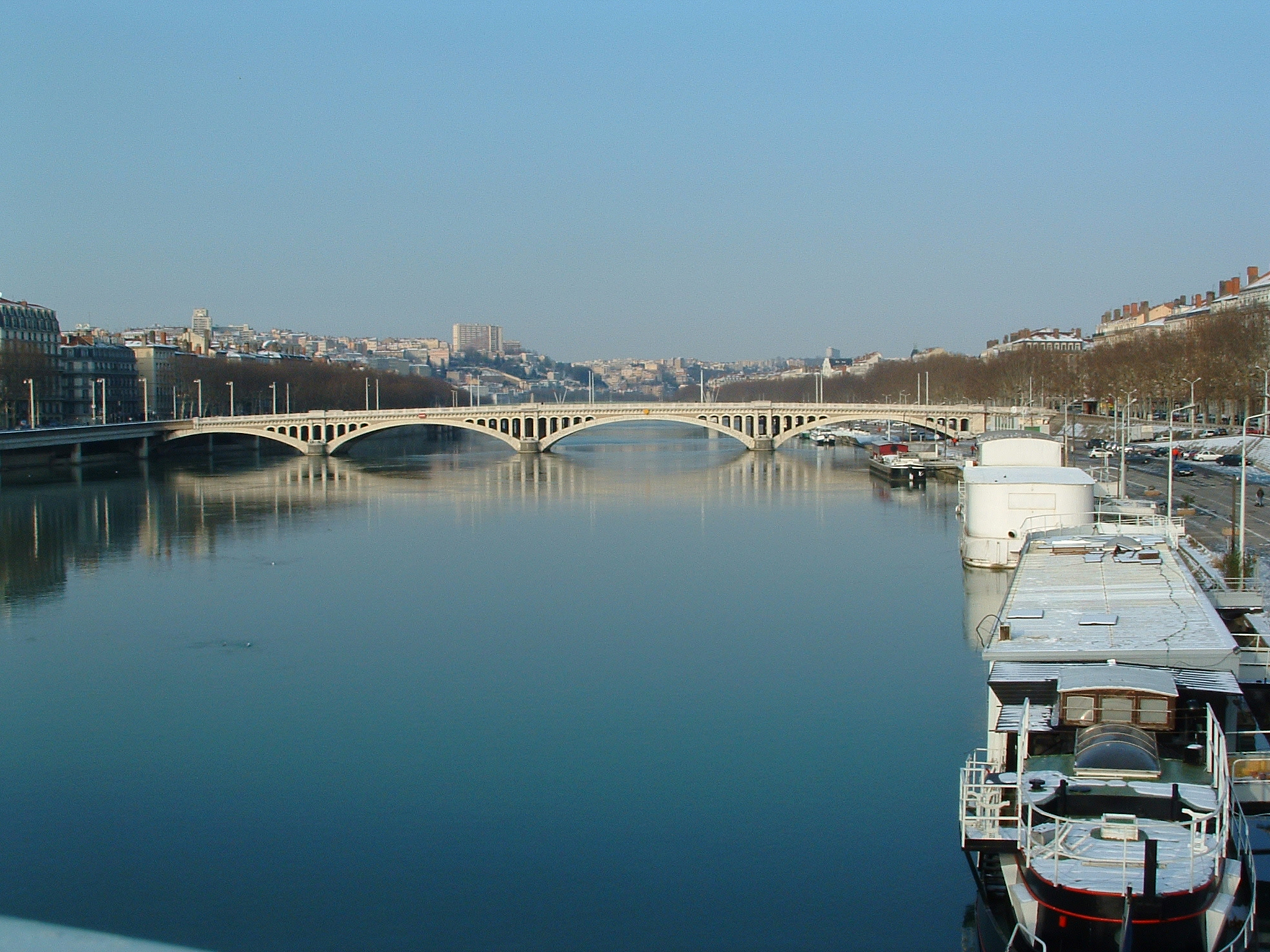
Rhône vid Lyon.
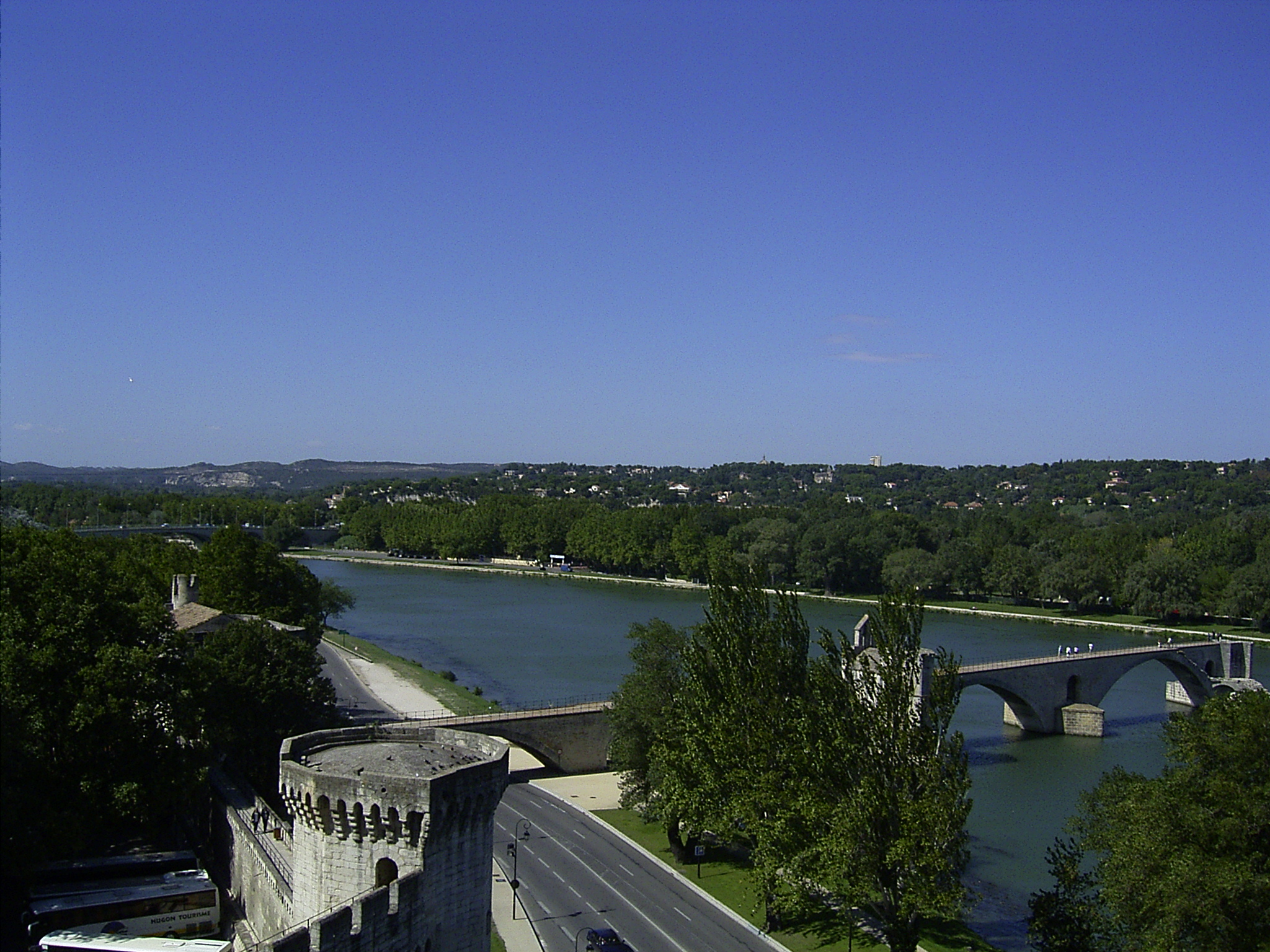
Avignon.
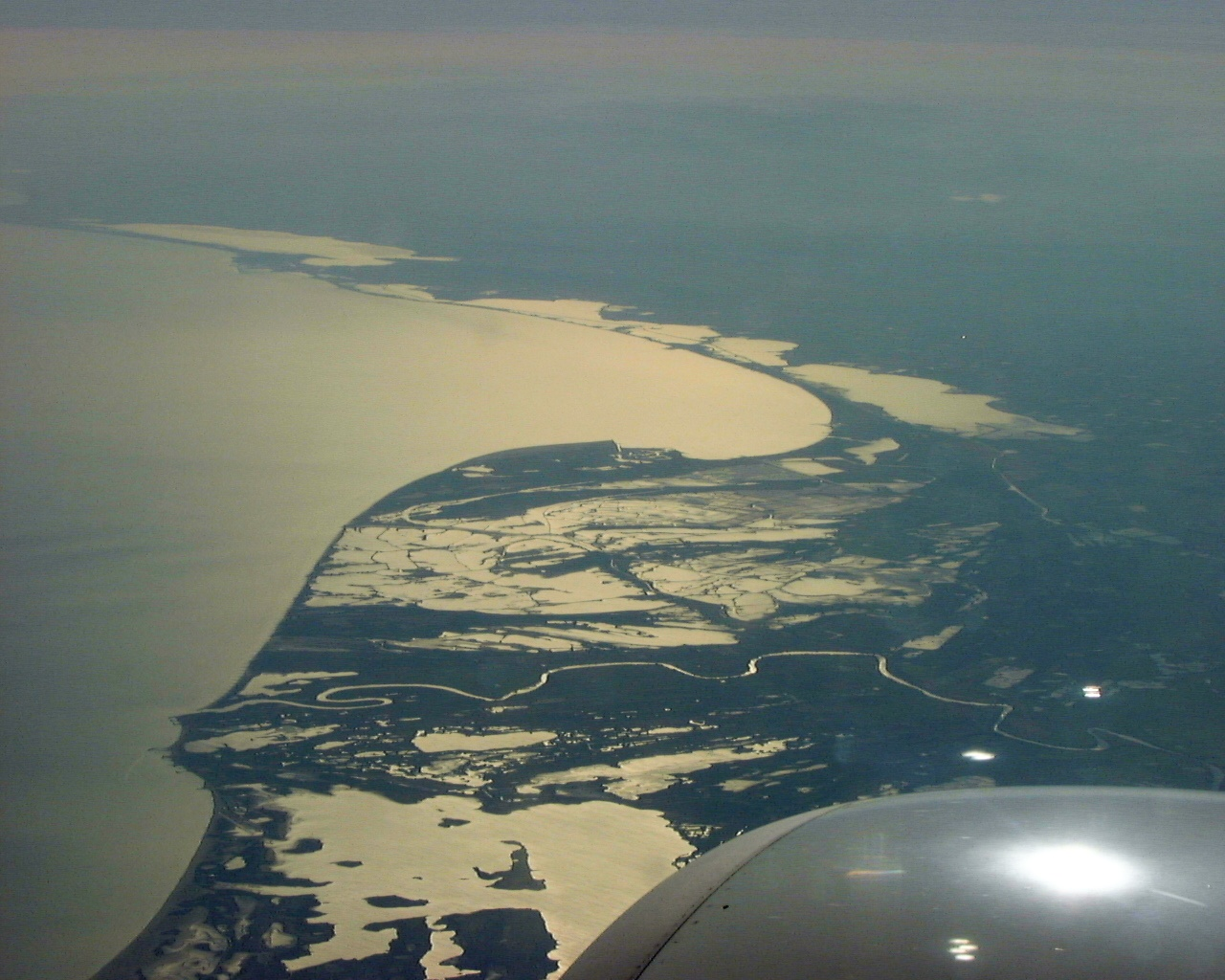
Camargue.